# Старая Северная церковь
Ста́рая Се́верная це́рковь (англ. Old North Church), также известная как Церковь Христа в Бостоне (англ. Christ Church in the City of Boston) — епископальная церковь в бостонском районе Норт-Энд. Она была построена в 1723 году и считается самой старой из ныне существующих церквей Бостона. Является тринадцатой из шестнадцати точек на исторической Тропе Свободы.

## История и архитектура

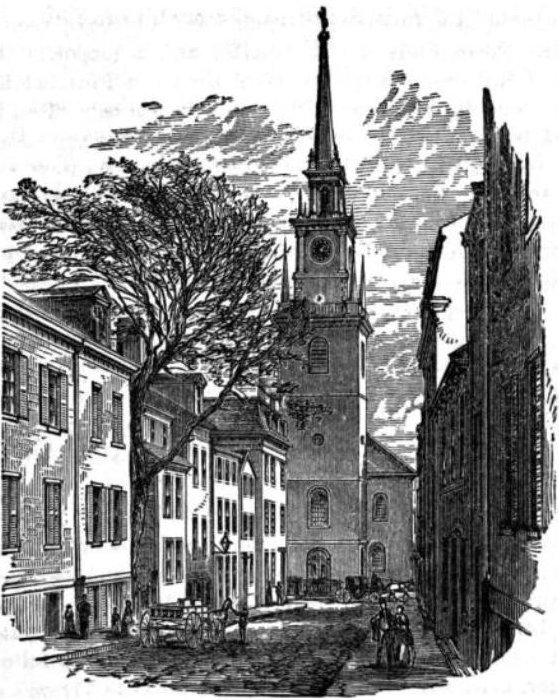
Старая Северная церковь (рисунок 1882 года)

Церковь Христа строилась по проекту архитектора Уильяма Прайса (William Price). Считается, что она была построена в стиле известного английского архитектора Кристофера Рена (1632—1723). Для строительства потребовалось 513 654 медфордских кирпича, а древесина поставлялась из Йорка.
Воздвигнутая в 1723 году, Церковь Христа была второй англиканской церковью в Бостоне, вслед за Королевской часовней (англ. King's Chapel), построенной в 1686 году. Первая служба состоялась 29 декабря 1723 года. Шпиль был добавлен к церкви в 1740 году.
В ночь на 18 апреля 1775 года со шпиля церкви был подан световой сигнал американским революционерам, предупреждающий о приближении британских войск — «один, если по суше, и два, если по морю» (англ. "one if by land, two if by sea"). Смотритель церкви Роберт Ньюмен (Robert Newman) встретился с Полом Ревиром (Paul Revere), который передал ему, что британские войска приближаются по морю. После этого смотритель забрался по лестнице из 154 ступенек на верхнюю часть шпиля и, в соответствии с полученной информацией, зажёг два фонаря, предупредив ополченцев в Чарльзтауне об опасности.
Шпиль церкви был разрушен во время урагана 1804 года, после чего по проекту архитектора Чарльза Балфинча (Charles Bulfinch) был изготовлен новый шпиль аналогичной формы. Этот шпиль также был разрушен ураганом Кэрол в 1954 году и опять восстановлен в прежнем виде.
Высота церкви со шпилем составляет 175 футов (53 м), а вместе c флюгером — 191 фут (58 м). Она была самым высоким зданием Бостона до 1810 года, когда была построена Церковь Парк-Стрит (высотой 66 м).
Рядом с церковью установлена конная статуя Пола Ревира. Недалеко от Старой Северной церкви находится старое кладбище Коппс-Хилл (Copp’s Hill Burial Ground), где, в частности, похоронен смотритель церкви Роберт Ньюмен.
20 января 1961 года Старой Северной церкви был присвоен статус национального исторического памятника США, а 15 октября 1966 года она была внесена в Национальный реестр исторических мест США под номером 66000776.